# (122) Gerda
(122) Gerda ist ein Asteroid des äußeren Hauptgürtels, der am 31. Juli 1872 vom deutsch-US-amerikanischen Astronomen Christian Heinrich Friedrich Peters am Litchfield Observatory in New York entdeckt wurde.
Der Asteroid wurde benannt nach Gerda, der Frau von Freyr in der nordischen Mythologie.

## Wissenschaftliche Auswertung
Aus Ergebnissen der IRAS Minor Planet Survey (IMPS) wurden 1992 Angaben zu Durchmesser und Albedo für zahlreiche Asteroiden abgeleitet, darunter auch (122) Gerda, für die damals Werte von 81,7 km bzw. 0,19 erhalten wurden. Eine Auswertung von Beobachtungen durch das Projekt NEOWISE im nahen Infrarot führte 2011 zu vorläufigen Werten für den Durchmesser und die Albedo im sichtbaren Bereich von 92,4 km bzw. 0,15. Nachdem die Werte nach neuen Messungen mit NEOWISE 2012 auf 65,1 km bzw. 0,30 korrigiert worden waren, wurden sie 2014 auf 70,7 km bzw. 0,25 geändert.
Photometrische Beobachtungen von (122) Gerda erfolgten erstmals im März 1991. Im gleichen Zeitraum gab es einmal eine Beobachtung vom 13. bis 26. März 1991 am Osservatorio Astrofisico di Catania in Italien, wo aus der aufgezeichneten Lichtkurve eine Rotationsperiode von 10,332 h abgeleitet wurde, während eine zweite Beobachtung am 18. und 19. März 1991 an der Außenstelle „Carlos U. Cesco“ des Felix-Aguilar-Observatoriums (OAFA) in Argentinien zu einem gänzlich abweichenden Wert von 8,903 h gelangte. Eine neue Messung wurde erst wieder vom 31. Juli bis 28. September 2005 am Altimira Observatory in Kalifornien durchgeführt. Hier konnte eine Rotationsperiode von 10,6875 h bestimmt werden. Versuche, die dabei gemessene Lichtkurve mit den beiden früher abgeleiteten Perioden zu korrelieren, zeigten nur dürftige Übereinstimmungen. Dennoch wurde die neu abgeleitete Rotationsperiode als „provisorisch“ erachtet, da die Photometrie einer parallel stattgefundenen Beobachtung am Blauvac-Observatorium in Frankreich nicht mit der von Altimira übereinstimmte und die beiden Datensätze nicht erfolgreich miteinander kombiniert werden konnten.
Eine Untersuchung von 2009 wertete photometrische Beobachtungen vom Juli/August 1987, Mai 2003 sowie September/Oktober 2005 an der Außenstelle Tschuhujiw des Charkiw-Observatoriums in der Ukraine und am Krim-Observatorium in Simejis aus und konnte ebenfalls eine ähnliche Rotationsperiode von 10,688 h erhalten. Außerdem konnten zwei alternative Lösungen für die Position der Rotationsachse (eine für prograde und eine für retrograde Rotation) sowie die Achsenverhältnisse eines dreiachsig-ellipsoidischen Modells des Asteroiden bestimmt werden. Eine weitere Beobachtung vom 1. bis 3. April 2009 am Organ Mesa Observatory in New Mexico konnte aus einer detaillierten Lichtkurve eine Periode von 10,71 h ableiten. Die Auswertung von inzwischen 17 vorliegenden Lichtkurven und zusätzlichen Daten ermöglichte dann in einer Untersuchung von 2016 die Erstellung eines Gestaltmodells für den Asteroiden und die Angabe zweier alternativer Lösungen für die Position der Rotationsachse (beide mit prograder Rotation) und der Rotationsperiode mit 10,68724 h.
Bei (234) Barbara konnte durch Photometrie und Sternbedeckungen festgestellt werden, dass sie tief ausgegraben zu sein scheint. Daher wurde eine Beobachtungskampagne gestartet, um die Form und Rotationseigenschaften von weiteren Asteroiden des SMASSII-Spektraltyps L bzw. Ld zu charakterisieren. Aus archivierten Daten und neuen Beobachtungen aus dem Zeitraum Juni und Juli 2015 konnten in einer Untersuchung von 2017 für (122) Gerda ein Gestaltmodell und die Achsenverhältnisse, zwei alternative Lösungen für die Lage der Rotationsachse mit prograder Rotation und eine Periode von 10,6872 h abgeleitet werden. Im Jahr 2021 wurde aus archivierten Daten und photometrischen Messungen von Gaia DR2 erneut eine Rotationsachse mit prograder Rotation berechnet. Die Rotationsperiode wurde zu 10,68724 h bestimmt. In einer Untersuchung ebenfalls aus 2021 wurden photometrische Messungen des Asteroiden vom 9. April bis 5. Juni 2003 am Astronomischen Institut der Nationalen W.-N.-Karasin-Universität Charkiw in der Ukraine ausgewertet. Es konnte dabei eine Rotationsperiode von 10,6958 h und eine Albedo von 0,17 abgeleitet werden.
Zwischen 2012 und 2018 wurden mit der All-Sky Automated Survey for Supernovae (ASAS-SN) auch photometrische Daten von 20.000 Asteroiden aufgezeichnet. Auf mehr als 5000 davon konnte erfolgreich die Methode der konvexen Inversion angewendet werden, darunter auch (122) Gerda, für die in einer Untersuchung von 2021 ein verbessertes dreidimensionales Gestaltmodell für zwei alternative Rotationsachsen mit prograder Rotation und einer Periode von 10,6872 h berechnet wurde. Aus archivierten Daten des Asteroid Terrestrial-impact Last Alert System (ATLAS) aus dem Zeitraum 2015 bis 2018 konnte in einer Untersuchung von 2022 mit der Methode der konvexen Inversion eine Rotationsperiode von 10,6871 h berechnet werden.